# Sedentarismo (estilo de vida)

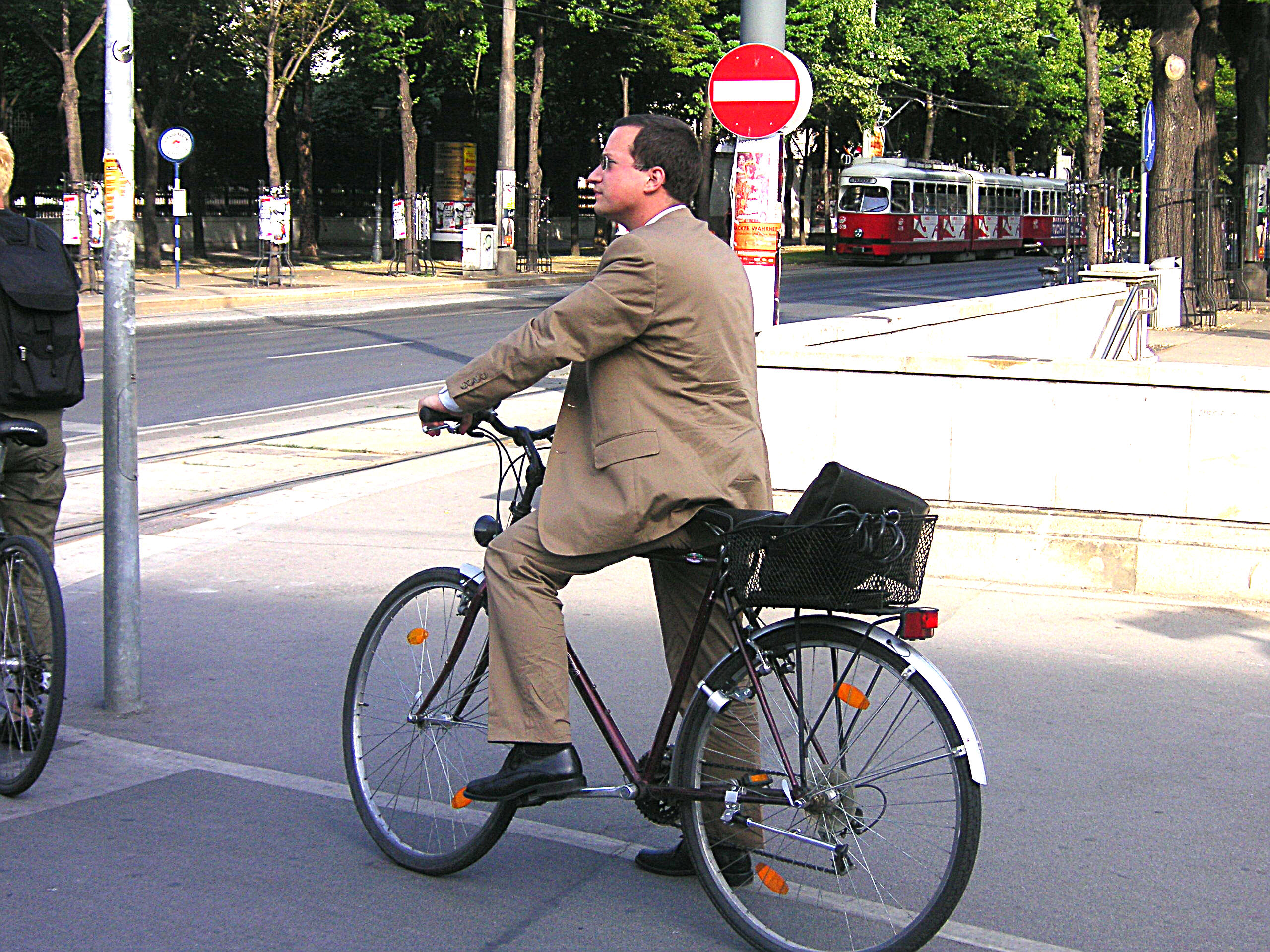
Hacer ejercicio pero, sobre todo, no pasar sentados más de seis horas seguidas al día, es la mejor forma de combatir los riesgos para la salud cardiovascular.

El sedentarismo (de sedentario/a, a su vez del latín sedentarius, "que trabaja sentado", a su vez de sedere, "estar sentado") es lo que define a los oficios y modos o estilos de vida que, en palabras de la Real Academia Española, tienen "poca agitación o movimiento". Se trata del estilo de vida más cotidiano, sobre todo en las ciudades. Incluye poco ejercicio,  suele aumentar el régimen de problemas de salud, especialmente aumento de peso (obesidad) y padecimientos cardiovasculares (véase trombosis venosa). Es un estilo de vida frecuente en las ciudades modernas, altamente tecnificadas, donde todo está pensado para evitar grandes esfuerzos físicos. En las clases altas y en los círculos en donde las personas se dedican más a actividades intelectuales, aumenta la probabilidad de que se presente este hábito.[cita requerida]
Según un estudio español del año 2014, el hecho de pasar muchas horas (seis en adelante) en posición sedente constituye por sí solo un factor de riesgo para la salud cardiovascular, independientemente de que se haga o no ejercicio físico.
Según la OMS, la inactividad física es el cuarto factor de riesgo de mortalidad más importante a nivel mundial y provoca el 6% de todas las muertes del planeta. En la actualidad, aproximadamente 3,2 millones de personas mueren cada año por tener un nivel insuficiente de actividad física. 
La Organización Mundial de la Salud (OMS) señala que seis de los siete factores determinantes para la salud están relacionadas con la alimentación y el ejercicio físico (OMS, 2002), y ambos son susceptibles de modificarse (Delgado, Gutiérrez y Castillo, 2004).
El bienestar psicológico y los hábitos saludables, están íntimamente relacionados con la práctica del ejercicio físico (Jiménez, Martínez, Miró y Sánchez, 2008).
La OMS define la actividad física como cualquier movimiento corporal producido por los músculos esqueléticos, con el consiguiente consumo de energía. Ello incluye las actividades realizadas al trabajar, jugar y viajar, las tareas domésticas y las actividades recreativas.

## Consecuencias

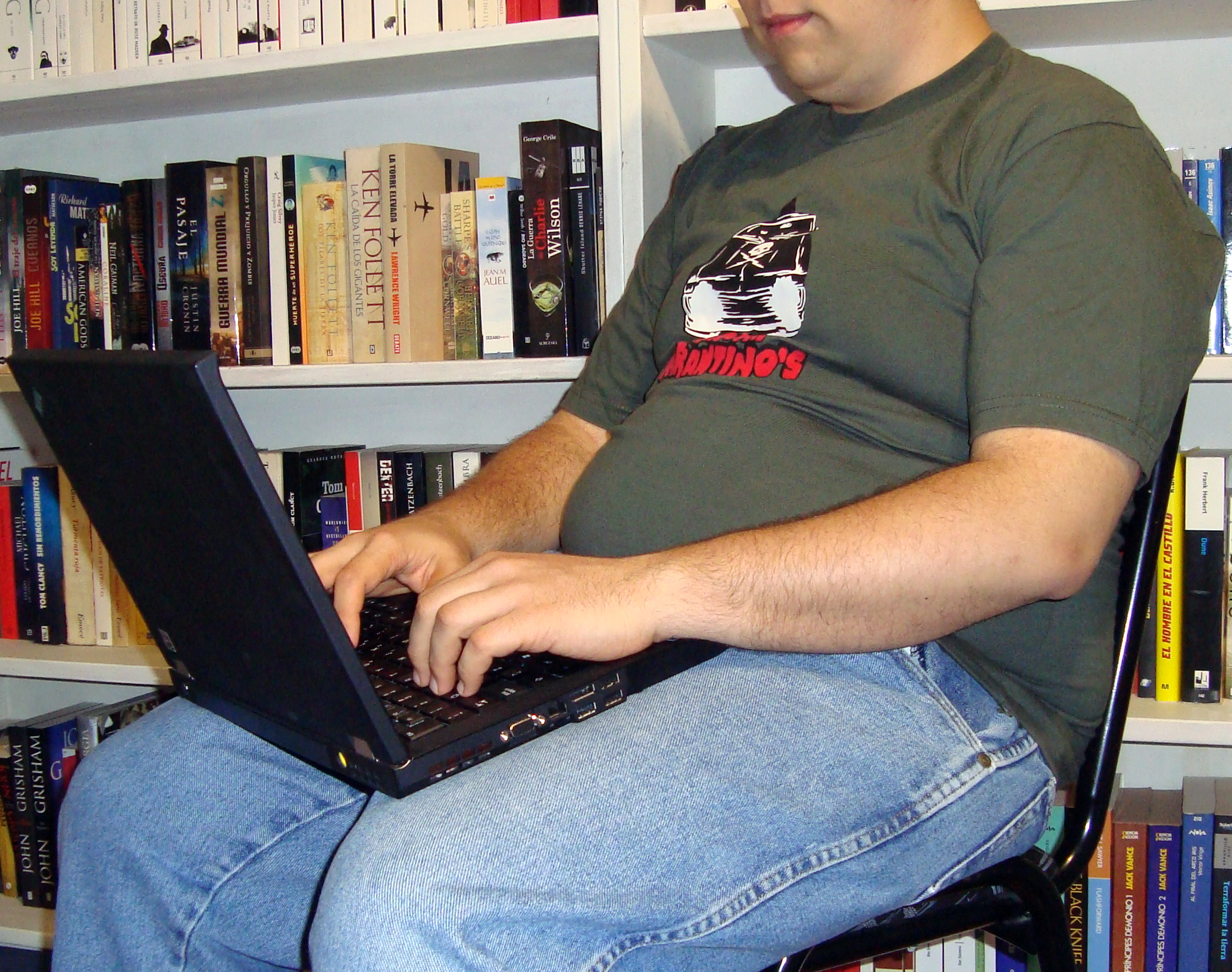
La obesidad es una de las consecuencias más frecuentes del sedentarismo.

Las consecuencias más frecuentes del sedentarismo son las siguientes:
- Propensión a la obesidad: la persona sedentaria no gasta las calorías que consume y estas se almacenan como grasa en áreas como el abdomen, lo que aumenta su volumen.
- Debilitamiento óseo: la carencia de actividad física hace que los huesos y los músculos pierdan fuerza y se debiliten, lo que puede derivar en enfermedades óseas como la osteoporosis, que se manifiesta en un debilitamiento de los huesos.
- Cansancio inmediato ante cualquier actividad que requiera esfuerzo físico, como subir escaleras, caminar, levantar objetos o correr.
- El aumento del volumen de grasas: almacenamiento de colesterol en las arterias y venas, lo que hace que el flujo sanguíneo hacia el corazón sea menor y, por lo tanto, aumente el esfuerzo del corazón para hacer llegar la sangre a todo el organismo.
- Problemas de cuello y espalda que generan dolores constantemente.
- Dolores musculares a causa de la falta de actividad física, perdiendo tono muscular, fuerza y flexibilidad, provocando que los músculos se fatiguen con gran facilidad, ante el mínimo esfuerzo. Si la situación no se modifica, con el pasar del tiempo puede derivar en otros inconvenientes como por ejemplo, contracturas.
- Propensión a desgarros musculares, tirones de tendones, entre otros.
- Cansancio y estrés, sumado al aumento de la ansiedad y depresión, incluso puede generar inconvenientes para conciliar el sueño.
- Propensión a la diabetes  a causa de la vida sedentaria, el sobrepeso y la malnutrición.
- Trastornos en la digestión
- Enfermedades del corazón: Las enfermedades del corazón son un grupo de afecciones que afectan la función y estructura del corazón. Algunas de las enfermedades más comunes incluyen la enfermedad coronaria, el infarto de miocardio, la cardiopatía hipertensiva y las arritmias cardíacas. Estas enfermedades pueden ser causadas por una serie de factores, incluyendo la presión arterial alta, el colesterol alto, la obesidad, el tabaquismo, la diabetes y la falta de actividad física.
- Presión arterial alta: La presión arterial alta, también conocida como hipertensión, es una condición en la que la fuerza ejercida por la sangre contra las paredes de las arterias es demasiado alta. La presión arterial alta puede ser causada por diversos factores, como la obesidad, la falta de actividad física, el consumo excesivo de sal, el consumo de alcohol en exceso y el estrés. Si la presión arterial alta no se controla, puede provocar enfermedades graves, como enfermedades del corazón, accidentes cerebrovasculares, enfermedad renal y problemas oculares.

## Tratamiento
El sedentarismo puede ser considerado una plaga de la Edad Contemporánea. Como tal, es necesario combatirlo. Por lo general, las personas sedentarias no reconocen que son sedentarias sino hasta que surgen las consecuencias en su estado de salud. Es necesario elaborar programas permanentes de prevención y tratamiento del sedentarismo en la población, la promoción del deporte y una sana alimentación Las sociedades actuales están centradas en la industrialización y tecnológicamente muy avanzadas, buscando aumentar la productividad constantemente y promoviendo la inactividad o falta de movimiento físico, generándole mayor  comodidad al empleado para que pueda realizar sus labores sin necesidad de tener un alto gasto energético, sin embargo la cantidad de energía ingerida por el empleado es mucho mayor que la que le demanda su trabajo actual. No existe un equilibrio energético, lo que acarrea una inmensidad de problemas de salud.
No solo el propósito de programar una actividad deportiva es parte del tratamiento contra la plaga del sedentarismo. También un cambio en las actitudes cotidianas: algunas personas utilizan el coche para desplazase a pocos metros, el elevador para subir al siguiente piso, dentro de la oficina se desplazan en la silla de ruedas como si fueran personas con alguna discapacidad. El uso de la bicicleta, caminar, subir escaleras, moverse, distensionarse y otras actividades similares ayudan un poco a combatir el sedentarismo.

## Sedentarismo adolescente
La escasa o nula práctica de actividad física en la Adolescencia no sólo es peligrosa para la salud, sino que además acarrea una serie de problemas (baja forma física, menor autoestima, pobre imagen corporal, más propensos a las adicciones, etc.), por lo que se debe empezar a trabajar fuertemente en lograr que los adolescentes sean más activos, lo que influirá enormemente en que tengan una vida adulta menos sedentaria y más sana (González Arratia, et al, 2009).
Montil et al. (2005) advierten que durante la infancia los niños suelen ser físicamente activos, decreciendo su nivel de práctica de actividades físicas a medida que va creciendo e ingresando en la adolescencia, siendo esta situación más notoria entre las chicas. Teniendo en cuenta que durante la etapa de la adolescencia se consolidan y refuerzan aprendizajes es importante trabajar con este grupo etario antes de que se consoliden o desarrollen las enfermedades relacionadas al sedentarismo. También se trata de una edad en que se transita por múltiples cambios que pueden afectar o consolidar los hábitos deportivos y físicos. Es por ello que en las escuelas secundarias, es importante que la Educación Física sea considerada como un elemento tan fundamental como el resto de las actividades que se desarrollan en ese ámbito.
Además esta etapa de socialización se caracteriza por los cambios significativos en los intereses y experiencias que comparten. Para la mayoría, es dentro de este período en donde se abandonan los juegos de la infancia y sobre todo es cuando incorporan actividades que caracterizan la etapa adolescente a la que están ingresando.
El estudio del sedentarismo y la actividad física es materia de preocupación y ha suscitado numerosas investigaciones en los últimos años. Entre ellas se destaca la de Van der Horst et al. (2007) quienes arribaron a la conclusión de que los varones son más activos físicamente que las mujeres, y que la actividad disminuye conforme avanza la edad, registrando una merma significativa entre los 12 y 18 años. Los autores sostienen que la reducción de la actividad física con la edad es uno de los mayores descubrimientos y que podría relacionarse con la actividad hormonal de lo sujetos. De todos modos, este retroceso en los niveles de práctica de actividades deportivas se evidencia más al inicio y al final de la adolescencia. En definitiva, se observa que sólo un mínimo porcentaje de adolescentes realiza la cantidad de actividad física requerida por los diferentes organismos e instituciones dedicadas a promover un estilo de vida saludable.

## Factores
Las sociedades han optado por desenvolverse de formas muy sedentarias, donde la actividad física no es tomada como algo que sea relevante, por lo tanto el movimiento del cuerpo está acotado a mínimas necesidades cotidianas y con ello el estado de salud se ve claramente perjudicado. El tiempo libre para la práctica de actividad física es ocupado por otras tareas que son de amplia comodidad y si demandan esfuerzo físico. Los factores más comunes son los siguientes:
- Muchas horas diarias y semanales frente a una pantalla de televisión, viendo diferentes programas, películas o series.

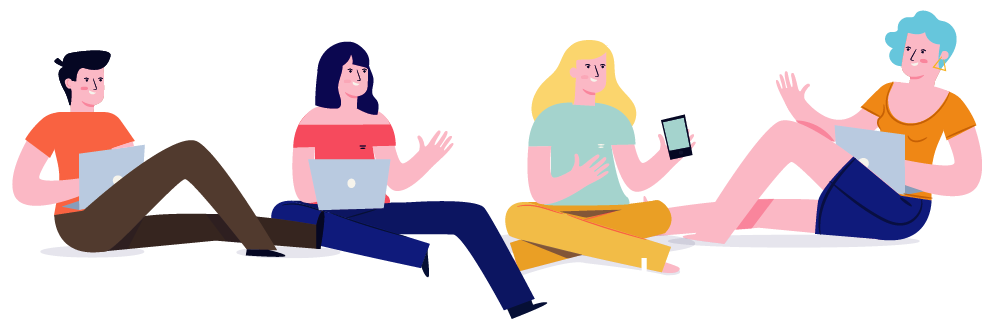
"Dentro de los factores de riesgo que promueven el sedentarismo encontramos el uso de las nuevas tecnologías, entre otras, las redes sociales".

- "Dentro de los factores de riesgo que promueven el sedentarismo encontramos el uso  de las nuevas tecnologías, entre otras, las redes sociales".Falta de hábitos saludables de locomoción o transporte, relegando la caminata y la bicicleta, recurriendo siempre a medios de transportes motorizados públicos o privados.
- Falta de ganas, desinterés, poco entusiasmo para la práctica de actividad física, o la práctica del algún deporte específico, teniendo como pretexto el cansancio laboral  y el hecho de utilizar su tiempo libre en otras actividades.
- Las nuevas tecnologías en sus diferentes dimensiones han atraído a las personas ocupando su tiempo, y desplazando a la actividad física, quedando sujeta a realizarse esporádicamente.
- Ausencia de directivas que divulguen buenos hábitos de salud para las sociedades y que fomenten la práctica de actividad física.
- Aparición de inconvenientes socioeconómicos que llevan al abandono o al no inicio de actividades deportivas,  terminando por abandonar totalmente la práctica.
- Por otro lado, el consumismo, el cambio del estilo de vida permite acceder a comodidades que acentúan el sedentarismo y hábitos no saludables, entre los que podemos destacar la adquisición de vehículos, computadoras, celulares, videojuegos, diferentes electrodomésticos, entre otros

## Actividad física

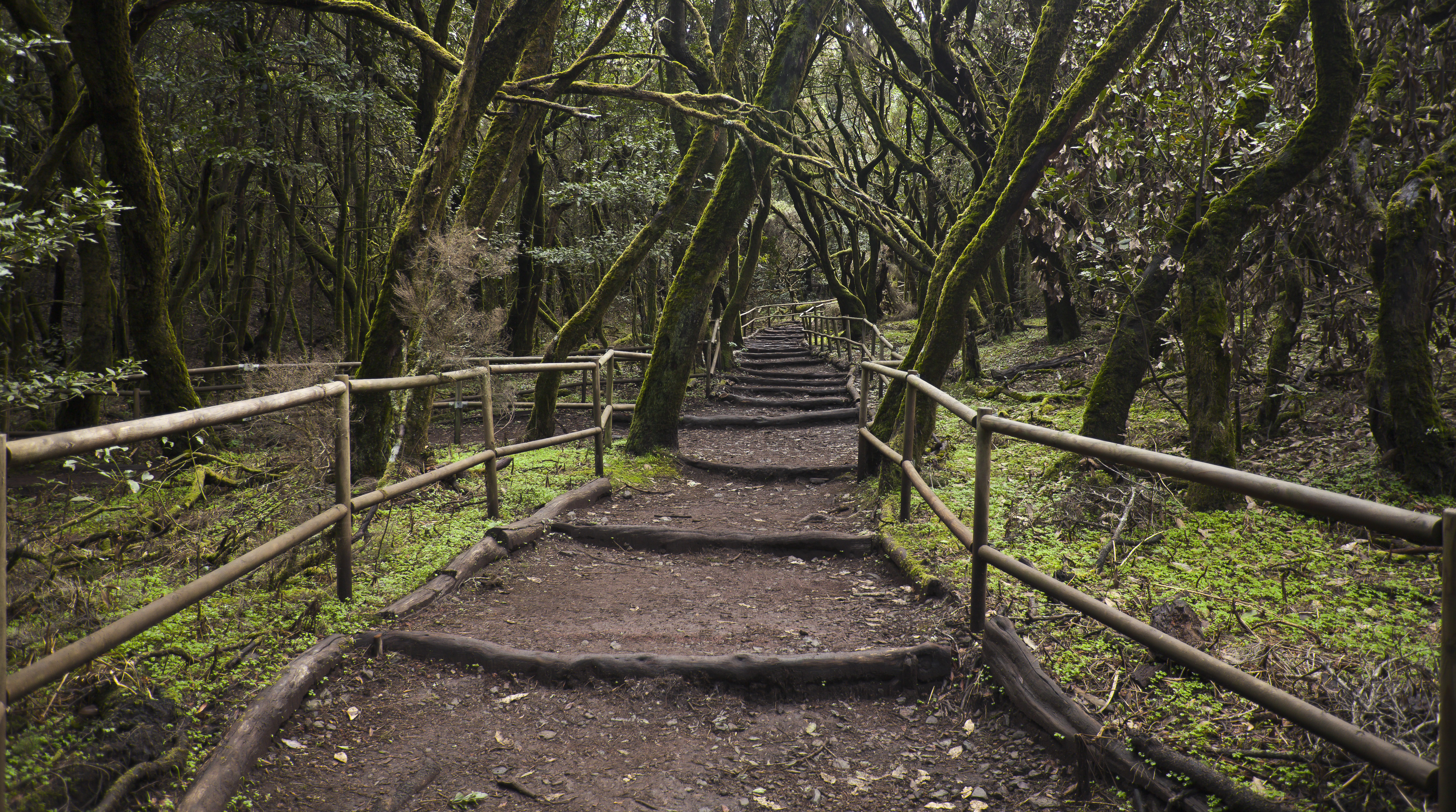
"La actividad física al aire libre, en medios naturales, es una de las opciones para llevar una vida activa"

La actividad física comprende a todos los movimientos corporales que realizan las personas con un fin, durante un determinado periodo de tiempo.  Estos movimientos aumentan el consumo de energía del cuerpo, en comparación a cuando el mismo se encuentra en reposo. La actividad física puede ser realizada, ya sea de manera ociosa, en situaciones laborales o quehaceres dentro del mismo hogar.  Dentro de las actividades físicas más comunes podemos encontrar el caminar, andar en bicicleta, bailar, realizar juegos tradicionales, pasatiempos, actividades de jardinería así como también engloba al deporte y el ejercicio físico.
Entenderemos el deporte según el “El Diccionario de las Ciencias del Deporte y del Ejercicio” (Anshel & Col, 1991) definen el deporte de la siguiente manera: “Es un juego organizado que lleva consigo la realización de ejercicio físico, se atiene a una estructura formal, está organizado dentro de un contexto de reglas formales y explícitas respecto a conductas y procedimientos, y que es observado por espectadores”.
El ejercicio físico se considera una subcategoría de la actividad física que tiene por objeto mantener o mejorar  la forma física a través de un entrenamiento planificado, estructurado y repetitivo.
Lograr la seguridad en la práctica de actividad física es de vital importancia, siendo muchos los beneficios a obtener, por sobre los prejuicios que pueden llegar a ocurrir, como algún tipo de lesión,  siempre que se fomente un trabajo planificado de actividad física, comenzando moderadamente  y aumentando su intensidad a medida que la práctica se va haciendo regular y continua.
- Caminar es la actividad física más elemental y completa. No se trata de recorrer un par de metros dentro de la oficina, sino de ponerse metas: recorrer un kilómetro cada día. Una regla de oro para quien quiere dejar el sedentarismo es no utilizar vehículos allí en donde sean prescindibles. Con la caminata, se podrán alcanzar nuevos niveles físicos y bienestar personal, mejorando con el tiempo nuestra calidad de vida.[11]
- La natación, el medio acuático, puede ser una actividad físico-recreativa, utilizando el agua como herramienta para optimizar la condición física.[12]
- El ciclismo, sobre todo practicado en equipo, puede resultar un deporte atractivo, además que la bicicleta puede ser un medio de transporte dentro del barrio, la urbanización e incluso en lugares de trabajo o estudio con grandes áreas. En el mundo, entre otros, existe un programa de préstamo de bicicletas para el público. Esta medida favorece la salud de la población.[13]
- Los gimnasios se han vuelto bastante populares. Se modifican constantemente para mejorar sus servicios y atender de mejor forma a sus clientes, son lugares muy completos para garantizar el ejercicio físico que el organismo requiere.[14]
- El baile, una actividad divertida y presente en todas las culturas, es otra manera de mover el cuerpo y salir del sedentarismo.[15]
- Las actividades al aire libre o en el medio natural son una gran opción para iniciarse en la práctica de actividad física[16].